# Tour der französischen Rugby-Union-Nationalmannschaft nach Australien 1990
| Tour der Franzosen nach Australien 1990 | Tour der Franzosen nach Australien 1990 | Tour der Franzosen nach Australien 1990 | Tour der Franzosen nach Australien 1990 | Tour der Franzosen nach Australien 1990 |
| Übersicht                               | S                                       | G                                       | U                                       | N                                       |
| --------------------------------------- | --------------------------------------- | --------------------------------------- | --------------------------------------- | --------------------------------------- |
| Test Matches                            | 3                                       | 1                                       | 0                                       | 2                                       |
| Sonstige Spiele                         | 5                                       | 3                                       | 0                                       | 2                                       |
| Gesamt                                  | 8                                       | 4                                       | 0                                       | 4                                       |
|                                         |                                         |                                         |                                         |                                         |
| Australien                              | 3                                       | 1                                       | 0                                       | 2                                       |

Die Tour der französischen Rugby-Union-Nationalmannschaft nach Australien 1990 umfasste eine Reihe von Freundschaftsspielen der französischen Rugby-Union-Nationalmannschaft. Sie reiste im Juni 1990 durch Australien und bestritt während dieser Zeit acht Spiele. Darunter waren drei Test Matches gegen die australische Nationalmannschaft, die mit einem Sieg und zwei Niederlagen endeten. Ebenfalls auf dem Programm standen fünf Partien gegen regionale Auswahlteams, bei denen die Franzosen drei Siege feiern konnten und zwei Niederlagen hinnehmen mussten.

## Spielplan
- Hintergrundfarbe grün = Sieg
- Hintergrundfarbe rot = Niederlage

(Test Matches sind grau unterlegt; Ergebnisse aus der Sicht Frankreichs)
| # | Datum         | Gegner                       | Ort      | Stadion                 | Ergebnis |
| - | ------------- | ---------------------------- | -------- | ----------------------- | -------- |
| 1 | 02. Juni 1990 | New South Wales Waratahs     | Sydney   | Concord Oval            | 19:12    |
| 2 | 05. Juni 1990 | Australian Capital Territory | Canberra | Canberra Stadium        | 22:21    |
| 3 | 09. Juni 1990 | Australien                   | Sydney   | Sydney Football Stadium | 9:21     |
| 4 | 13. Juni 1990 | Australian Universities      | Brisbane | Ballymore Stadium       | 29:19    |
| 5 | 17. Juni 1990 | Queensland Reds              | Brisbane | Ballymore Stadium       | 3:15     |
| 6 | 20. Juni 1990 | Sydney Rugby Union           | Sydney   | Sydney Football Stadium | 26:36    |
| 7 | 24. Juni 1990 | Australien                   | Brisbane | Ballymore Stadium       | 31:48    |
| 8 | 30. Juni 1990 | Australien                   | Sydney   | Sydney Football Stadium | 28:19    |

## Test Matches
| 9. Juni 1990 | Australien                                                  | 21 : 9         | Frankreich                   | Sydney Football Stadium, Sydney Zuschauer: 34.572 Schiedsrichter: Tony Spreadbury (England) |
| 9. Juni 1990 | Versuche: Martin Erhöhungen: Lynagh Straftritte: Lynagh (5) | (15:6) Bericht | Straftritte: Camberabero (3) | Sydney Football Stadium, Sydney Zuschauer: 34.572 Schiedsrichter: Tony Spreadbury (England) |

Aufstellungen:
- Australien: Paul Carozza, Tony Daly, Nick Farr-Jones , Peter FitzSimons, Tim Gavin, Tim Horan, Phil Kearns, Jason Little, Michael Lynagh, Greg Martin, Rod McCall, Ewen McKenzie, Jeff Miller, Brendon Nasser, Ian Williams 
 Auswechselspieler: Anthony Herbert
- Frankreich: Louis Armary, Abdelatif Benazzi, Serge Blanco , Didier Camberabero, Christophe Deslandes, Thierry Devergie, Philippe Gallart, Patrice Lagisquet, Jean-Claude Langlade, Eric Melville, Marc Pujolle, Olivier Roumat, Henri Sanz, Philippe Sella, Stéphane Weller

| 24. Juni 1990 | Australien                                                                                                 | 48 : 31         | Frankreich                                                                                   | Ballymore Stadium, Brisbane Zuschauer: 22.173 Schiedsrichter: Clive Norling (Wales) |
| 24. Juni 1990 | Versuche: Campese Carozza Cornish Gavin Little Strafversuch Erhöhungen: Lynagh (6) Straftritte: Lynagh (4) | (24:15) Bericht | Versuche: Armary Blanco Lacombe (2) Erhöhungen: Camberabero (3) Straftritte: Camberabero (3) | Ballymore Stadium, Brisbane Zuschauer: 22.173 Schiedsrichter: Clive Norling (Wales) |

Aufstellungen:
- Australien: David Campese, Paul Carozza, Paul Cornish, Tony Daly, Nick Farr-Jones , Peter FitzSimons, Tim Gavin, Phil Kearns, Jason Little, Michael Lynagh, Rod McCall, Ewen McKenzie, Brendon Nasser, Sam Scott-Young, Ian Williams
- Frankreich: Louis Armary, Abdelatif Benazzi, Serge Blanco , Didier Camberabero, Jean Condom, Thierry Devergie, Bernard Lacombe, Patrice Lagisquet, Eric Melville, Franck Mesnel, Fabrice Heyer, Marc Pujolle, Olivier Roumat, Henri Sanz, Philippe Sella 
 Auswechselspieler: Philippe Gallart

| 30. Juni 1990 | Australien                                                                          | 19 : 28         | Frankreich | Sydney Football Stadium, Sydney Zuschauer: 34.776 Schiedsrichter: Clive Norling (Wales) |
| 30. Juni 1990 | Versuche: Campese Daly Erhöhungen: Lynagh Straftritte: Lynagh (2) Dropgoals: Lynagh | (12:13) Bericht | Versuche: Camberabero Mesnel Erhöhungen: Camberabero Straftritte: Blanco Camberabero (2) Dropgoals: Camberabero (3) | Sydney Football Stadium, Sydney Zuschauer: 34.776 Schiedsrichter: Clive Norling (Wales) |

Aufstellungen:
- Australien: David Campese, Paul Carozza, Paul Cornish, Tony Daly, Nick Farr-Jones , Peter FitzSimons, Tim Gavin, Phil Kearns, Jason Little, Michael Lynagh, Rod McCall, Ewen McKenzie, Jeff Miller, Brendon Nasser, Ian Williams 
 Auswechselspieler: Greg Martin, Sam Scott-Young
- Frankreich: Louis Armary, Abdelatif Benazzi, Serge Blanco , Xavier Blond, Dominique Bouet, Didier Camberabero, Thierry Devergie, Philippe Gallart, Aubin Hueber, Patrice Lagisquet, Eric Melville, Franck Mesnel, Olivier Roumat, Philippe Saint-André, Philippe Sella 
 Auswechselspieler: Jean Condom, Jean-Baptiste Lafond